# کوروشیتسوجی
کوروشیتسوجی یا خادم سیاه (ژاپنی: 黒執事 هپبورن: Kuroshitsuji) یک مجموعه مانگای ژاپنی که توسط یانا توبوسو نوشته و طراحی شده است. این مجموعه از سپتامبر ۲۰۰۶ در ماهنامهٔ جی‌فانتزی اسکوئر انیکس منتشر می‌شود. داستان دربارهٔ سیل فانتوم هایو (ملقب به سگ نگهبان ملکه) پسر ۱۳ ساله‌ای است که قصد دارد با کمک پیشخدمتش یعنی سباستین میکائیلیس که اهریمن است، انتقام قتل خانواده‌اش را بگیرد و وقتی که انتقامش را گرفت طبق قراردادی که با شیطان بسته است روح او توسط شیطان خورده خواهد شد.
یک مجموعه تلویزیونی انیمه ۲۴ قسمتی نیز بر پایه نسخه مانگا توسط استودیوی ای-۱ پیکچرز دستمایه اقتباس قرار گرفت که از اکتبر ۲۰۰۸ تا مارس ۲۰۰۹، پخش شد. فصل دوم به تعداد ۱۲ قسمت از ژوئیه تا سپتامبر ۲۰۱۰ پخش شد. این فصل دارای دو شخصیت اصلی جدید است و دارای یک خط داستانی انیمه اصلی است که شامل محتوای مانگا نمی‌باشد. در فصل دوم، پسری به نام آلویس ترانسی نیز مانند شیل با شیطان قرار داد بسته است تا شیطان نجات بخش او باشد، اما در این میان تقابلی میان شیل و آلویس و حتی شیاطینشان رخ می‌دهد. فصل سوم که نام دیگر آن کتاب سیرک است در سال ۲۰۱۴ با ۱۰ قسمت دربارهٔ پرونده آدم‌ربایی مشکوک توسط افراد سیرک نوح است که ملکه از شیل درخواست کرده تا به این موضوع رسیدگی کند تا از راز آن با خبر شود.
اولین سینمایی با نام کتاب مرگ در سال ۲۰۱۴ در دو پارت بعد از این سری سریالی آمد که دربارهٔ یک مهمانی عجیب شیل و رازهای عجیبی که در آن فاش می‌شود، می‌باشد. بعد از آن سینمایی بعدی با نام کتاب آتلانتیس در سال ۲۰۱۷ آمد که آن نیز دربارهٔ پرونده عجیبی در کشتی مسافربری کامپانیا است و شیل به خاطر دستور ملکه مجبور به بررسی آن است. آخرین فصل منتشر شده در سال ۲۰۲۴ با ۱۱ قسمت ملقب به مدرسه دولتی است، این داستان هم دربارهٔ پرونده ای است که دوباره ملکه از او درخواست کرده تا با کمک پیشخدمتش به بررسی آن بپردازد و افراد گمشده را در کالج وتسون پیدا کند.